# Pasqual Scanu
Pasqual Scanu (l'Alguer 1908 - Sàsser 1978) fou un escriptor i pedagog alguerès. Es llicencià a Roma el 1935 i fou mestre d'escola i posteriorment dirigent de les escoles de la província de Sàsser, del 1937 al 1975. Ha sigut un dels principals animadors de la cultura catalana a l'Alguer i participà en el retrobament entre Catalunya i l'Alguer. Ha participat en gairebé tots els Jocs Florals de la Llengua Catalana des del 1959, però s'especialitzà en estudis de cultura popular, la història de l'Alguer i la poesia. El 1979 edità la Gramàtica algueresa de Joan Pais i Melis.

## Obres
- Alghero e la Catalogna (1962)
- Pervivència de la llengua catalana oficial a l'Alguer (1964)
- Sardegna (1964)
- Sardegna nostra (1970)
- Poesia d'Alguer (1970)
- Guida di Alghero (1971)
- Rondalles alguereses (1985)